# Opowieści ze świata Wiedźmina
Opowieści ze świata Wiedźmina – antologia rosyjskich i ukraińskich pisarzy fantasy. Opowiadania umiejscowione są w stworzonym przez Andrzeja Sapkowskiego świecie wiedźmina, ich bohaterami są znane z tego świata postaci: Jaskier, Geralt i czarodziejki. Została wydana w Polsce na początku marca 2013 nakładem Wydawnictwa Solaris, a rok później ukazała się w Rosji. Antologia powstała z inicjatywy tłumacza Pawła Laudańskiego i Wojtka Sedeńki. Opowiadania przetłumaczyli: Agnieszka Chodkowska-Gyurics, Iwona Czapla, Witold Jabłoński i Paweł Laudański.

## Zawartość
- Leonid Kudriawcew – Ballada o smoku
- Władimir Wasiljew – Barwy braterstwa (z cyklu Wiedźmin z Wielkiego Kijowa)
- Michaił Uspienskij – Jednooki Orfeusz
- Maria Galina – Lutnia, i to wszystko
- Andriej Bielanin – Zawsze jesteśmy odpowiedzialni za tych, którzy...
- Władimir Arieniew – Wesoły, niewinny i bez serca
- Aleksandr Zołotko – Okupanci
- Siergiej Legieza – Gry na serio

Książka była recenzowana m.in. w portalu Esensja w 2013 r..